# Tenuipalpus parsii
Tenuipalpus parsii är en spindeldjursart som beskrevs av Khosrowshahi och Arbabi 1997. Tenuipalpus parsii ingår i släktet Tenuipalpus och familjen Tenuipalpidae. Inga underarter finns listade i Catalogue of Life.